# Jamādī
Jamādī (persiska: جمادی) är en ort i Iran.   Den ligger i provinsen Ardabil, i den nordvästra delen av landet, 400 km nordväst om huvudstaden Teheran. Jamādī ligger 1 715 meter över havet och antalet invånare är 357.
Terrängen runt Jamādī är huvudsakligen kuperad, men åt sydost är den platt. Terrängen runt Jamādī sluttar brant österut.Runt Jamādī är det ganska tätbefolkat, med 139 invånare per kvadratkilometer. Närmaste större samhälle är Ardabil, 18,6 km öster om Jamādī. Trakten runt Jamādī består i huvudsak av gräsmarker.